# Francisco Gil Craviotto
Francisco Gil Craviotto (Turón, Granada, 13 de febrero de 1933 - Granada, 22 de marzo de 2024) fue un escritor, periodista, novelista y traductor español. Licenciado en letras por la Universidad de París IV y fue académico correspondiente de la Academia de Buenas Letras de Granada.

## Biografía
Nció en Turón (Alpujarra Granadina) en 1933. Estudia primeras letras en la escuela de este pueblo. Después, estudia bachillerato en un internado de frailes de Almería; hace sus primeras armas periodísticas en el desaparecido diario Patria, de Granada, donde permaneció siete años como colaborador fijo. Posteriormente, aburrido del ambiente provinciano de su ciudad y de la dictadura franquista, marcha a París. Allí, tras licenciarse en letras, ejerce la docencia y la traducción. Desde París sigue colaborando, con más o menos asiduidad, en la prensa de Granada, especialmente en Ideal y, hacia los años 80, en el desaparecido Diario de Granada. También publica en la capital francesa, junto con otros profesores, el método para estudiantes de español Vamos a España (1979, nivel 1; 1980, nivel 2; 1981, nivel 3) y un diccionario de galicismos. 
Tras su retorno a Granada en 1993 vuelve a su actividad periodística y literaria. Colabora en La Crónica –hoy desaparecido– y, posteriormente, en Ideal (Granada), Papel Literario (Málaga), La Opinión (Granada), revista literaria Extramuros (Granada), El Faro y Pliegos de Alborán (Motril en ambos casos), revista Entre Ríos, Calle Elvira (Granada), Wadias (Guadix), etc. Publica relatos y novelas: Los cuernos del difunto (1996), La boda de Camacho (2004), El Oratorio de las lágrimas (2008) y La verja del internado (2012).
También es autor de varias traducciones de autores franceses –especialmente Voltaire, Octave Mirbeau y Guy de Maupassant–, numerosos comentarios críticos, prólogos de libros y artículos para catálogos de diferentes exposiciones; entre otros, el prólogo de la antología Poemas para un milenio, publicado por Ayuntamiento de Motril, el de la novela Balada del amor prohibido, de José Fernández Castro, o el artículo titulado Aquellos periódicos de nuestros abuelos, incluido en el catálogo de la memorable exposición Seco de Lucena (Casa de los Tiros de Granada) de la que Gil Craviotto fue coordinador. También ha participado en varios libros colectivos como Granada 1936 o El tam-tam de las nubes. Relatos sobre la inmigración (ambos en la colección "El Defensor de Granada").
En 2012 Gil Craviotto ingresó en la Academia de las Buenas Letras de Granada. Su discurso de investidura, leído en el Paraninfo de la Facultad de Derecho, el 21 de mayo de 2012, versó sobre el tema «El Sena, río literario».
Estaba casado y era padre de dos hijas. El 29 de enero de 2019 recibió la Medalla de oro de Granada por el conjunto de su obra literaria. Falleció en Granada el 22 de marzo de 2024.

## Obras
- Raíces y tierra, colección Norma, Granada, 1959 (relatos).
- Los cuernos del difunto, Albaida. Granada, 1996 (novela).
- Retratos y semblanzas con la Alhambra al fondo, Port-Royal, Granada, 1999 (mini biografías de granadinos ilustres).
- Mis Paseos con Chica, Alhulia, Granada, 2000 (relatos).
- Casi unas memorias, Ayuntamiento de Turón, 2003.
- Nuevos retratos y semblanzas…, col. Granada Literaria, Ayuntamiento de Granada, 2003 (granadinos ilustres).
- El Caballero sin miedo, Port-Royal, Granada, 2003, y Ave María. Granada, 2006 (cuento infantil).
- La boda de Camacho, Alhulia, Granada, 2004 (novela, homenaje a Cervantes).
- Mesa de León, un periodista entre dos siglos, Albaida, Granada, 2005 (biografía).
- Enrique Villar Yebra: su vida, su obra, col. El Defensor de Granada, Caja Granada, 2007 (biografía).
- El Oratorio de las lágrimas, Alhulia, Granada, 2008 (novela).
- El siglo que se nos fue, Carena. Barcelona, 2010 (relatos).
- La mano quemada, Transboock, Granada, 2013, (recuerdos de infancia).
- La verja del internado, Transboock, Granada, 2013 (recuerdos de adolescencia).
- La Cueva de la azanca, Ediciones Dauro, Granada, 2014 (novela).
- Como traductor, "Sebastián Roch", de Octave Mirbeau (Granada, Editorial Dauro, 2016)
- Los Papeles de Juan Español. (roman) , 2016. Editorial Nazari. Granada.
- Veinte mujeres inolvidables. 2018. Editorial Dauro.
- La alborada del ruiseñor. Editorial Dauro. Granada, 2019.